# Marc Bloch
Marc Léopold Benjamin Bloch (/blɒk/; fr; Lyon, 6 de julho de 1886 – Saint-Didier-de-Formans, 16 de junho de 1944) foi um historiador francês e um dos fundadores da Escola dos Annales, uma das correntes mais importantes da história social francesa. Especialista em história medieval, Bloch escreveu vários trabalhos sobre a França medieval ao longo da carreira. Como acadêmico, trabalhou nas universidades de Estrasburgo (1920 a 1936 e 1940 a 1941), de Paris (1936 a 1939) e de Montpellier (1941 a 1944).
Nascido em Lyon em uma família judaica da Alsácia, Bloch cresceu em Paris, onde seu pai, o historiador clássico Gustave Bloch, lecionava na Universidade de Sorbonne. Foi educado em diversos liceus parisienses e na École Normale Supérieure. Desde jovem, foi impactado pelo antissemitismo do Caso Dreyfus. Durante a Primeira Guerra Mundial, serviu no exército francês e lutou nas batalhas do Marne e do Somme. Após a guerra, obteve seu doutorado em 1918 e tornou-se professor na Universidade de Estrasburgo, onde formou uma parceria intelectual com o historiador moderno Lucien Febvre. Juntos, fundaram a Escola dos Annales e, em 1929, lançaram a revista Annales d'histoire économique et sociale. Bloch, com sua abordagem historiográfica inovadora, enfatizava constantemente a importância de integrar várias disciplinas na pesquisa histórica, combinando história com geografia, sociologia e economia. Foi essa visão interdisciplinar que o levou a ser convidado para lecionar na Universidade de Paris, em 1936.
Durante a Segunda Guerra Mundial, Bloch se ofereceu para servir novamente no exército e atuou como especialista em logística na Guerra de Mentira. Ele participou da Batalha de Dunquerque e passou um breve período na Grã-Bretanha, mas não conseguiu garantir uma passagem para os Estados Unidos. De volta à França, teve seu trabalho restrito pelas novas leis antissemitas, mas obteve uma das poucas permissões que permitiam a judeus continuarem a lecionar no sistema universitário francês. Obrigado a deixar Paris, viu seu apartamento ser saqueado pelas autoridades nazistas, que roubaram seus livros. A conselho de Febvre, Bloch deixou a equipe editorial da Annales e passou a trabalhar em Montpellier. Em novembro de 1942, com a invasão da França de Vichy pelos alemães, Bloch uniu-se à Resistência Francesa, atuando na seção não comunista do movimento. Ele desempenhou um papel de liderança nas estruturas regionais unificadas em Lyon. Em 1944, foi capturado pela Gestapo e executado sumariamente após a invasão da Normandia pelos Aliados.
Vários de seus trabalhos, incluindo os influentes Apologia da História ou O Ofício de Historiador e A Estranha Derrota, foram publicados postumamente. Sua contribuição à historiografia e seu sacrifício como membro da Resistência fizeram de Bloch uma figura reverenciada por gerações de historiadores franceses do pós-guerra, sendo chamado de "o maior historiador de todos os tempos". No entanto, ao final do século XX, alguns historiadores passaram a avaliar suas ideias de forma mais crítica, apontando possíveis limitações em sua abordagem, influência e legado.

## Biografia

### Infância
Marc Bloch nasceu em Lyon, em 6 de julho de 1886, sendo um dos dois filhos de Gustave e Sarah Bloch, nascida Ebstein. Sua família era de judeus alsacianos: seculares, liberais e profundamente leais à República Francesa. Como descreve a historiadora Carole Fink, eles "equilibravam um patriotismo jacobino feroz com o antinacionalismo da esquerda". A família Bloch vivia na Alsácia há cinco gerações, sob domínio francês. No entanto, em 1871, após a derrota da França na Guerra Franco-Prussiana, a região foi cedida à Alemanha.
Um ano após o nascimento de Marc, seu pai foi nomeado professor de História Romana na Sorbonne, e a família se mudou para Paris, "a deslumbrante capital da Terceira República". Marc tinha um irmão mais velho, Louis Constant Alexandre, sete anos mais velho. Embora fossem próximos, Marc descreveu Louis como, por vezes, um pouco intimidador. Os Bloch moravam na Rua d'Alésia, número 72, no 14º arrondissement de Paris.
Desde pequeno, Gustave começou a ensinar história a Marc, oferecendo-lhe uma educação secular, em vez de religiosa, com o objetivo de prepará-lo para uma carreira na sociedade profissional francesa. Em 1902, Lucien Febvre, que mais tarde se tornaria um dos principais colaboradores de Bloch, visitou a família em casa. Embora o motivo da visita seja desconhecido, Febvre mais tarde relembrou: "Daquele encontro fugaz, guardo a lembrança de um adolescente magro, com olhos brilhantes de inteligência e bochechas tímidas – um pouco perdido, então, no brilho de seu irmão mais velho, futuro médico de grande prestígio".

### Educação
A biógrafa de Marc Bloch, Katherine Stirling, destacou a importância do período em que ele nasceu: o auge da Terceira República Francesa, "depois daqueles que a fundaram e antes da geração que a desafiaria agressivamente". Quando Bloch tinha nove anos, o Caso Dreyfus explodiu na França. Esse foi o primeiro grande exemplo de antissemitismo político na Europa, provavelmente um evento marcante em sua juventude, somado ao clima geral da Paris do final do século XIX. Aos 11 anos, Bloch testemunhou a publicação de J'Accuse…! por Émile Zola, um contundente ataque ao antissemitismo e à corrupção no sistema francês.
O Caso Dreyfus teve um impacto profundo em Bloch e ainda mais na sociedade francesa, incluindo a instituição onde seu pai trabalhava, a Escola Normal Superior de Paris, que viu divisões sociais preexistentes se acentuarem em cada debate. Gustave Bloch, defensor ativo da causa pró-Dreyfus, envolveu-se diretamente no movimento Dreyfusard, com o qual seu filho concordava plenamente.
Marc Bloch estudou no renomado Lycée Louis-le-Grand durante três anos, onde frequentemente liderava sua turma e recebia prêmios em francês, história, latim e história natural. Ele concluiu seu baccalauréat em Letras e Filosofia em julho de 1903, com nota très bien ("muito bom"). No ano seguinte, recebeu uma bolsa de estudos e iniciou uma formação preparatória para ingressar na Escola Normal Superior de Paris (ÉNS), onde seu pai era professor desde 1887.
Na ÉNS, Gustave era carinhosamente apelidado de le Méga por seus alunos, enquanto Marc recebeu o apelido de Microméga. Ali, Bloch foi influenciado por professores como Christian Pfister e Charles Seignobos, que promoviam uma escola de pensamento histórico que analisava grandes temas permeados por eventos tumultuados. Outra figura importante em sua formação foi Émile Durkheim, sociólogo contemporâneo de seu pai, cuja abordagem interdisciplinar influenciaria profundamente os métodos futuros de Bloch.
Em 1904, Bloch visitou a Inglaterra e mais tarde relembrou como ficou impressionado, não pela nova Entente Cordiale entre os dois países, mas pelo grande número de pessoas desabrigadas no Victoria Embankment. O Caso Dreyfus azedou a visão de Bloch sobre o Exército Francês, que ele considerava repleto de "snobismo, antissemitismo e antirrepublicanismo". Em 1905, o serviço militar tornou-se obrigatório para todos os homens adultos na França, com duração de dois anos. Bloch serviu no 46º Regimento de Infantaria, em Pithiviers, de 1905 a 1906.

## Primeiras pesquisas
Nessa época, mudanças estavam acontecendo na academia francesa. No campo da história, especialidade de Marc Bloch, havia esforços para incorporar uma metodologia mais científica. Em áreas mais novas, como a sociologia, buscava-se estabelecer uma identidade independente. Bloch se formou em 1908 com diplomas em geografia e história, algo que, segundo alguns estudiosos, reflete o interesse diversificado que marcaria sua carreira. Ele tinha grande respeito pela geografia histórica, um ramo importante da historiografia francesa da época, influenciado por seu professor Vidal de la Blache, cujo Tableau de la géographie ele estudou na École Normale Supérieure, e também por Lucien Gallois.  

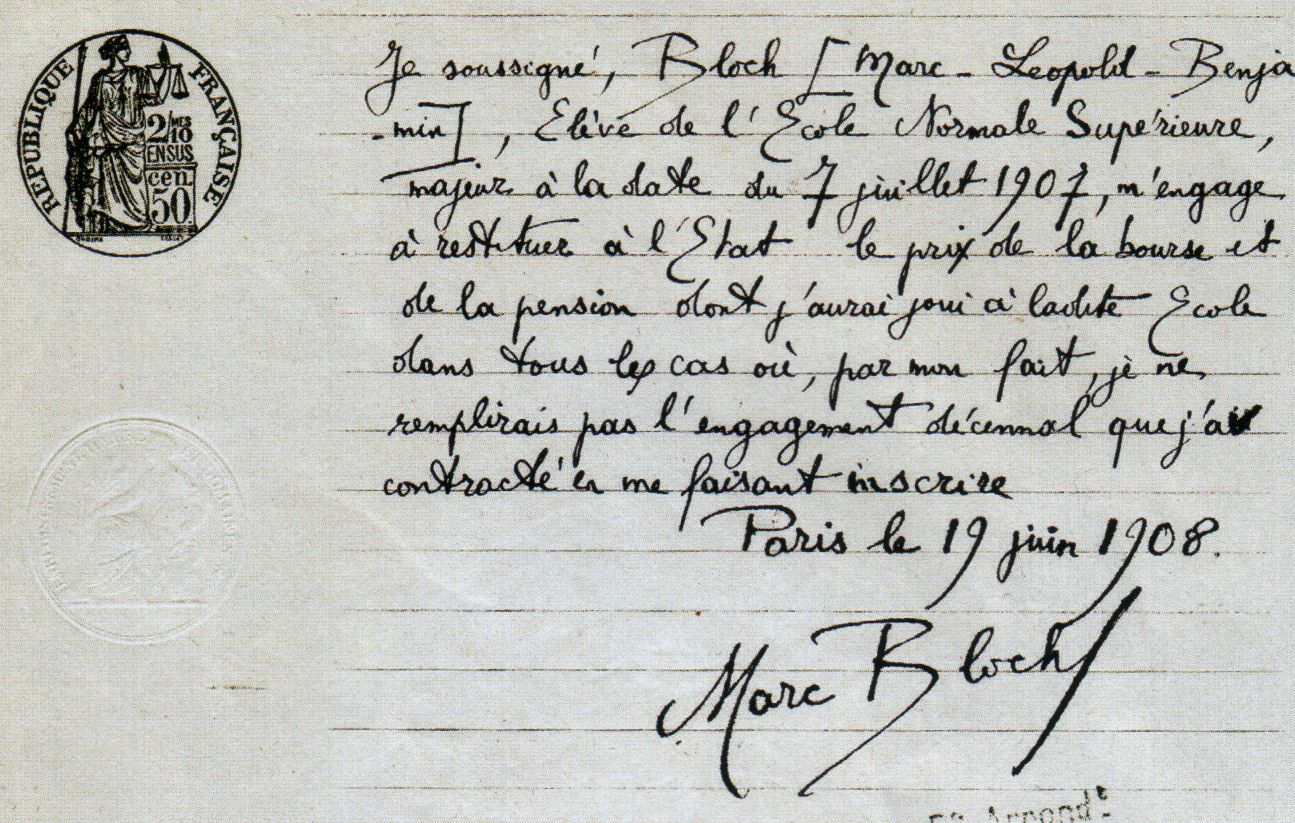
Documentos oficiais de admissão de Bloch na École Normale Supérieure em 1908, por um período de 10 anos

Inicialmente, Bloch tentou, sem sucesso, uma bolsa na Fondation Thiers. Em consequência disso, em 1909, viajou para a Alemanha, onde estudou demografia com Karl Bücher, em Leipzig, e religião com Adolf Harnack, em Berlim. Apesar de seu tempo na Alemanha, =não se socializou muito com outros estudantes. No ano seguinte, voltou à França e, desta vez, conseguiu a bolsa na Fondation Thiers. Lá, iniciou pesquisas sobre a Île-de-France medieval, que se tornaram o foco de sua tese de doutorado e marcaram seu primeiro interesse pela história rural. Durante esse período, seus pais se mudaram para a Avenida d'Orléans, perto do local onde Bloch morava.
As pesquisas de Bloch na Fondation, especialmente sobre os reis capetíngios, estabeleceram as bases de sua carreira. Ele começou criando mapas da região de Paris para ilustrar onde a servidão havia prosperado e onde não. Também investigou a natureza da servidão, que, segundo descobriu, era fundamentada quase inteiramente em costumes e práticas. Esse trabalho inicial trouxe Bloch em contato com outras disciplinas que ele enfatizaria ao longo de sua carreira, como comércio, moeda, religião popular, nobreza, além de arte, arquitetura e literatura.
Sua tese de doutorado, intitulada Rois et Serfs, un Chapitre d'Histoire Capétienne, era um estudo sobre a servidão na França do século X. Embora tenha ajudado a moldar suas ideias futuras, ela não revelou, segundo o historiador Bryce Loyn, a originalidade que Bloch mais tarde exibiria, sendo similar a outros trabalhos da época. Após concluir sua tese, Bloch começou a lecionar, primeiro em dois liceus, e depois na Universidade de Amiens. Durante seu período em Amiens, ele escreveu uma resenha do primeiro livro de Lucien Febvre, Histoire de Franche-Comté.
Embora planejasse transformar sua tese em um livro, seus planos foram interrompidos pela Primeira Guerra Mundial.

### Primeira Guerra Mundial
Marc Bloch e seu irmão Louis se alistaram voluntariamente no exército francês. Apesar de sua desilusão com o exército devido ao Caso Dreyfus, Marc esclareceu que suas críticas eram dirigidas apenas aos oficiais, enquanto mantinha profundo respeito pelos soldados. Ele foi um dos mais de 800 estudantes da École Normale Supérieure (ÉNS) que se alistaram; desse grupo, 239 perderiam a vida em combate.
Marc foi designado ao 272º Regimento de Reserva em 2 de agosto de 1914 e, apenas oito dias depois, já estava na fronteira belga. Ele participou da Batalha do Meuse no final daquele mês. Seu regimento enfrentou a retirada geral em 25 de agosto, chegando a Barricourt, nas Ardenas, no dia seguinte. A marcha em direção ao rio Marne prosseguiu com uma breve parada em Termes para recuperação, alcançando o destino no início de setembro.
Na Primeira Batalha do Marne, a tropa de Bloch liderou o ataque e a captura de Florent antes de avançar para La Gruerie. Durante a batalha, ele comandou seus homens gritando: "Avante, 18º!". As baixas foram severas, com 89 soldados mortos ou desaparecidos. Nos primeiros dias do conflito, Bloch demonstrava entusiasmo, compartilhando o otimismo de muitos de sua geração, que imaginavam uma guerra curta e gloriosa. Enquanto isso, Gustave Bloch, o pai de Marc e Louis, decidiu permanecer na França, desejando estar próximo de seus filhos que combatiam na linha de frente.
Esses primeiros meses de guerra marcaram o início de uma jornada que mudaria profundamente Marc Bloch, tanto como historiador quanto como indivíduo, influenciando sua visão sobre os efeitos da guerra e a condição humana.
Durante a Primeira Guerra,  Bloch passou quase todo o conflito servindo na infantaria, com exceção de dois meses hospitalizado e mais três em recuperação. Ele ingressou no exército como sargento e foi promovido ao comando de sua seção, alcançando, ao final do conflito, o posto de capitão no Serviço de Combustíveis (Service des essences). Bloch manteve um diário de guerra desde seu alistamento, detalhando suas observações no início e, posteriormente, registrando notas mais gerais. Segundo o historiador Daniel Hochedez, Bloch reconhecia seu papel como "testemunha e narrador" e buscava criar uma base sólida para sua compreensão historiográfica.
Embora tenha servido com "considerável distinção", segundo o historiador Rees Davies, a guerra ocorreu no pior momento para seu desenvolvimento intelectual e seus estudos sobre a sociedade medieval. Contudo, a experiência marcou profundamente sua visão de mundo e seu pensamento histórico. Pela primeira vez, Bloch trabalhou e viveu ao lado de pessoas de origens sociais com as quais nunca havia tido contato próximo, como operários e trabalhadores do comércio. Ele desenvolveu uma forte camaradagem com esses homens e foi profundamente tocado pela psicologia coletiva que testemunhou nas trincheiras. Bloch chegou a declarar que não conhecia homens melhores do que "os homens do Nord e do Pas-de-Calais", com quem passou quatro anos.
A experiência de combate também moldou sua visão sobre a guerra e sobre liderança. Ele descreveu a guerra como "uma gigantesca experiência social, de uma riqueza inacreditável". Suas anotações incluem observações inusitadas, como as diferentes cores das fumaças dos projéteis — preta para bombas de impacto e marrom para bombas temporizadas. Apesar disso, Bloch descreveu suas memórias do período como "uma série descontínua de imagens vívidas, mas mal organizadas, como um rolo de filme com grandes lacunas e cenas invertidas".
Bloch participou de batalhas importantes, incluindo as do Marne, Somme, Argonne e a ofensiva final alemã contra Paris. Ele foi ferido duas vezes e condecorado por sua coragem com a Cruz de Guerra e a Legião de Honra. Além das feridas físicas, contraiu artrite severa, o que o levou a buscar tratamentos regulares nas termas de Aix-les-Bains.
Ao longo da guerra, Bloch perdeu muitos amigos e colegas, incluindo Maxime David (1914), Antoine-Jules Bianconi (1915) e Ernest Babut (1916). Apesar das perdas e dificuldades, ele considerava uma "honra" ter servido. Ele escreveu que conhecia apenas uma maneira de persuadir as tropas a enfrentarem o perigo: enfrentando-o junto com elas.
Após o Armistício de novembro de 1918, Bloch foi desmobilizado em 13 de março de 1919. Embora a guerra tenha interrompido seus estudos, ela deixou um impacto duradouro em sua visão histórica, ampliando seu interesse por experiências coletivas e pela natureza social dos eventos.

## Carreira
A Primeira Guerra foi fundamental para reorganizar a abordagem de Marc Bloch em relação à história, embora ele nunca tenha reconhecido isso como um ponto de virada em sua trajetória. Nos anos seguintes ao conflito, Bloch se distanciou das ideias e tradições que haviam moldado sua formação acadêmica, rejeitando a história política e biográfica, que até então era a norma, e também o que o historiador George Huppert descreveu como um "culto laborioso dos fatos" que a acompanhava.
Em 1920, com a reabertura da Universidade de Estrasburgo, Bloch foi nomeado chargé de cours (assistente de professor) de história medieval. A região da Alsácia-Lorena havia sido devolvida à França pelo Tratado de Versalhes, e a situação política da região, com uma grande população alemã em Estrasburgo, gerava disputas. No entanto, Bloch se recusou a tomar partido na discussão, evitando, na verdade, se envolver em política. Estrasburgo, sob o Império Alemão, rivalizava com Berlim como centro de avanços intelectuais, e a universidade da cidade possuía a maior biblioteca acadêmica do mundo. Segundo Stephan R. Epstein, da London School of Economics, "o incomparável conhecimento de Bloch sobre a Idade Média Europeia foi... construído sobre e ao redor dos tesouros alemães herdados pela Universidade de Estrasburgo".
Durante a ocupação do Reno, Bloch também ensinou francês para os poucos estudantes alemães que permaneciam no Centre d'Études Germaniques da Universidade de Mainz. Além disso, ele se absteve de tomar uma posição pública quando a França ocupou o Vale do Ruhr em 1923, devido ao fracasso da Alemanha em pagar as reparações de guerra.
Nos primeiros anos em Estrasburgo, Bloch trabalhou com grande energia e mais tarde afirmou que aqueles foram os anos mais produtivos de sua vida. Seu estilo de ensino, no entanto, era hesitante. Sua abordagem muitas vezes parecia fria e distante — às vezes até cáustica o suficiente para incomodar — mas, por outro lado, ele também podia ser carismático e impositivo. Bloch foi profundamente influenciado por Émile Durkheim, que morreu em 1917, mas deixou um legado de pensamento contra a "arrogância" que permeava a intelectualidade francesa. Durkheim acreditava que as conexões entre historiadores e sociólogos eram mais importantes do que suas diferenças, e Bloch não hesitava em reconhecer sua influência, reforçando-a sempre que possível.
Em Estrasburgo, Bloch reencontrou Lucien Febvre, que agora era um historiador destacado do século XVI. Os seminários de história moderna e medieval eram realizados próximos uns dos outros na universidade, e a frequência às aulas frequentemente se sobrepunha. Esse reencontro foi considerado um "evento germinal para a historiografia do século XX", e os dois trabalharam juntos de forma estreita pelo resto da vida de Bloch. Febvre, alguns anos mais velho, teve uma grande influência sobre Bloch, e os dois se tornaram amigos íntimos, compartilhando viagens a pé pelas montanhas dos Vosgos e outras excursões.
Até 1920, Bloch já havia estabelecido suas visões fundamentais sobre a natureza e o propósito do estudo da história. Nesse mesmo ano, ele defendeu e publicou sua tese, embora não tenha sido tão extensa quanto planejado devido à guerra. A educação francesa oferecia uma provisão para candidatos a doutorado cujas pesquisas tivessem sido interrompidas pela guerra, permitindo que eles submetessem apenas uma pequena parte da tese completa normalmente exigida. No entanto, esse trabalho foi suficiente para garantir sua reputação como medievalista entre seus contemporâneos.
Bloch começou a publicar artigos na Revue de Synthèse Historique, de Henri Berr, e também publicou sua primeira obra importante, Les Rois thaumaturges, que mais tarde ele descreveu como ce gros enfant (este grande menino). Em 1928, Bloch foi convidado a palestrar no Institute for the Comparative Study of Civilizations, em Oslo. Foi lá que ele apresentou pela primeira vez publicamente suas teorias sobre a história total e comparativa: um apelo convincente para quebrar as barreiras nacionais que limitavam a pesquisa histórica, ultrapassar os limites geográficos, escapar de um mundo artificial e fazer comparações horizontais e verticais das sociedades, buscando também o auxílio de outras disciplinas.

## Prisão, interrogatório e morte
Marc Bloch foi preso pela Gestapo na manhã de 8 de março de 1944, na Ponte de la Boucle, em Lyon, pouco depois de sair de sua residência nas proximidades. Sua prisão fez parte de uma onda de detenções organizada pelo novo chefe da polícia francesa, Joseph Darnand. Naquela época, Bloch era o chefe interino da direção regional do MUR (Movimento de Resistência Unificado) para a região de Rhône-Alpes, encarregado de preparar uma revolta e a tomada do poder para coincidir com o desembarque aliado (Dia D). Bloch usava os pseudônimos "Maurice Blanchard" e "Narbonne".
O diretório regional do MUR estava programado para se reunir naquela tarde, mas no dia 7 de março várias figuras-chave haviam sido presas, incluindo o líder local do Combat, Robert Blanc ('Drac'), e o sobrinho e ajudante de Bloch, Jean Bloch-Michel ('Lombard'). Bloch soubera da prisão de seu sobrinho durante um encontro com 'Chardon', membro do Combat que havia chegado recentemente de Haute-Savoie e era associado de seu outro sobrinho, Henri. Jean Bloch, que seria libertado no final de maio, confessou ter entregado o endereço de seu tio; ele nunca mencionou Bloch em suas memórias e mais tarde foi considerado responsável pela prisão de Marc. 'Chardon' foi isentado de suspeita por Alban Vistel, chefe regional do MUR, após uma investigação que revelou que outros membros da rede, como 'Chatoux' do Combat e Madame Jacotot, foram vistos em um carro da Gestapo após suas prisões.  
Na manhã da prisão de Bloch, seu trajeto foi traído por um dono de padaria local, que informou à Gestapo sobre seus passos. Já com a descrição de Bloch, os agentes não conseguiram detê-lo em sua casa, mas, no dia 9 de março, encontraram um transmissor de rádio e alguns documentos da Resistência em seu apartamento. Parte importante dos arquivos havia sido confiada para guarda por 'Chardon' a Jacotot, que também foi presa naquele dia. A prisão de Bloch foi amplamente divulgada na imprensa nazista e colaboracionista (como *Aujourd'hui*, *Le Matin* e *Le Petit Parisien*), sendo comemorada como um grande sucesso no desmantelamento de um "grupo comunista-terrorista" financiado por Londres e Moscou, liderado por um "judeu que usava o pseudônimo de uma cidade do sul da França". O ministro de Informação e Propaganda Philippe Henriot se vangloriou publicamente de ter destruído "a capital da Resistência" em Lyon, e o embaixador alemão Otto Abetz enviou um telegrama para Berlim sobre a prisão de Bloch.
Bloch foi detido na prisão de Montluc. Como uma figura-chave da Resistência, ele foi interrogado e torturado diariamente na sede da Gestapo em Lyon, localizada na Escola de Saúde Militar da Avenida Berthelot, pelos homens de Klaus Barbie. Durante o interrogatório, sofreu espancamentos, pneumonia causada por banhos de gelo, costelas e pulsos quebrados. Afirma-se que ele não entregou nenhuma informação aos interrogadores e, enquanto estava preso, lecionou história da França para outros prisioneiros. Seu protocolo de interrogatório, assinado três dias antes de sua morte, continha os nomes de líderes da Resistência que já haviam sido capturados ou estavam em Algiers com o General de Gaulle.
Enquanto isso, os aliados haviam invadido a Normandia em 6 de junho de 1944, e os nazistas procuravam evacuar Vichy e "liquidar suas possessões". Isso significava eliminar o maior número possível de prisioneiros. Entre maio e junho de 1944, as forças nazistas mataram cerca de 700 prisioneiros. Bloch foi um dos vinte e oito homens fuzilados pelas costas, em grupos de quatro, com metralhadoras pelas tropas do Sicherheitsdienst, em um campo em Les Roussilles, perto de Saint-Didier-de-Formans, na noite de 16 de junho de 1944. Os corpos foram descobertos no dia seguinte e examinados pelas autoridades forenses francesas de Lyon.
Por algum tempo, a morte de Bloch foi apenas um "rumor sombrio". Sua esposa, Simonne, que sofria de câncer gástrico não diagnosticado, morreu em 2 de julho de 1944. Eventualmente, seus restos mortais foram identificados em setembro de 1944 por sua filha Alice e pela cunhada Hélène Weill, que avisaram Lucien Febvre, e sua morte foi oficialmente anunciada em 1 de novembro. Weill também relatou que a residência de campo de Bloch em Fougères, que havia sido desocupada pela família em maio de 1944, foi ocupada e saqueada, supostamente por partisanos comunistas.
O discurso autobiográfico lido no funeral de Bloch reconheceu sua ascendência judaica, enquanto afirmava sua identidade francesa. Segundo suas instruções, em sua tumba deveria ser gravado o epitáfio dilexi veritatem ("Eu amei a verdade").

## Condecorações
- Cavaleiro da Legião de Honra
- Cruz de Guerra 1914-1918 (França)
- Cruz de Guerra 1939-1945 (França)

## Publicações

### Publicadas em vida
- Les rois thaumaturges: étude sur le caractère surnaturel attribué à la puissance royale particulièrement en France et en Angleterre (1924).

Tradução em português:
Os reis taumaturgos. São Paulo: Companhia das Letras, 1993.
- Les caractères originaux de l'histoire rurale française. Oslo: H. Aschehong, 1931.
- La société féodale: la formation des liens de dépendance.Paris: Albin Michel, 1939.

Traduções em português:
A sociedade feudal. Lisboa: Edições 70, 1979.
A sociedade feudal. São Paulo: Editora Edipro, 2016. ISBN 9788572839570

### Publicadas após a morte
- L'étrange défaite (1946).

Tradução em português:
A estranha derrota. Rio de Janeiro: Zahar, 2011.
- Apologie pour l'histoire ou métier d'historien (1949).[33]

Tradução em português:
Introdução à história. Publicações Europa-América: Mem-Martins.
- Apologie pour l'histoire ou métier d'historien. Edição crítica organizada por Étienne Bloch (1993).

Traduções em português:
Introdução à história. Mem Martins: Europa-América, 1997. ISBN 972-1-04389-3
Apologia da história ou o ofício de historiador. Rio de Janeiro: Zahar, 2001.
- Esquisse d'une histoire monétaire de l'Europe. Paris: Librairie Armand Colin, 1954.
- Rois et serfs et autres écrits sur le servage. Posfácio por Dominique Barthélémy. Paris: La Boutique de l'histoire éditions, 1996.

### Antologias
- Histoire et historiens. Colectânea organizada por Étienne Bloch. Paris: Armand Colin, 1995.

Tradução em português:
História e historiadores. Lisboa: Teorema, 1998.
- Écrits de guerre: 1914-1918. Colectânea organizada e apresentada por Etienne Bloch, com introdução de Stéphane Audoin-Rouzeau. Paris: Armand Colin, 1997.
- L'Histoire, la guerre, la résistance. Edição organizada por Annette Becker e Étienne Bloch. Paris: Gallimard, 2006. ISBN 978-2-07-077598-9